# Президентские выборы на Сейшельских Островах (1989)
Президентские выборы прошли на Сейшельских Островах в июне 1989 года. После переворота 1977 года Сейшельский народный прогрессивный фронт оказался единственной легальной партией, а ее лидер Франс Альбер Рене — единственным кандидатом на выборах. Он был переизбран, набрав 96,1% голосов при явке 96,21%.

## Результаты
| Кандидат                           | Вечеринка                                         | Голоса | %      |
| ---------------------------------- | ------------------------------------------------- | ------ | ------ |
| Франция-Альбер Рене                | Народный прогрессивный фронт Сейшельских островов | 37,703 | 96.21  |
| Против                             | Против                                            | 1,486  | 3.79   |
| Общий                              | Общий                                             | 39,189 | 100.00 |
| Действительные голоса              | Действительные голоса                             | 39,189 | 99.88  |
| Недействительные/пустые голоса     | Недействительные/пустые голоса                    | 48     | 0.12   |
| Всего голосов                      | Всего голосов                                     | 39,237 | 100.00 |
| Зарегистрированные избиратели/явка | Зарегистрированные избиратели/явка                | 42,861 | 91.54  |
| Источник: ЕISA                     |                                                   |        |        |